# Victory Tilly
| Årets häst     |                   |                 |
| 1999           | 2000              | 2001            |
| Fridhems Ambra | Victory Tilly     | Scarlet Knight  |
| Ove Ousbäck    | Stig H. Johansson | Stefan Melander |

| Årets häst      |                   |                  |
| 2001            | 2002              | 2003             |
| Scarlet Knight  | Victory Tilly     | Järvsöfaks       |
| Stefan Melander | Stig H. Johansson | Jan-Olov Persson |

Victory Tilly, född 5 mars 1995 på gården Stora Ellringe i Almunge socken, död 7 april 2024 på Stora Alby gård utanför Upplands Väsby, var en svensk travhäst som tävlade mellan 1998 och 2006. Han tränades och kördes större delen av sin tävlingskarriär av Stig H. Johansson.

## Karriär
År 2000 var annars Victory Tillys bästa säsong med segrar i bland annat Elitloppet, Åby Stora Pris och Oslo Grand Prix. Det blev 12 segrar totalt på 14 starter och nära 10 miljoner intjänat under 2000. Efter denna fina säsong blev Victory Tilly kanske inte helt oväntat framröstad till Årets häst i Sverige.  
Hästens tränare och kusk Stig H Johansson har uttalat att Victory Tilly är den bästa travhäst han både tränat och kört någonsin. 

### Världsrekord
Han blev lördagen den 3 augusti 2002 den snabbaste travhästen genom tiderna när han vann Nat Ray Trot på Meadowlands Racetrack i East Rutherford, New Jersey (USA) på kilometertiden 1.08,9 över 1609 meter. Han blev därmed den första svenskfödda häst att springa ett absolut världsrekord och även den första att spränga drömgränsen på 1.09,0.
År 2004 raderade den amerikanske travhästen Tom Ridge ut Victory Tillys världsrekord. Tom Ridges världsrekord lyder 1.08,6 och rekordet slogs på The DuQuoin State Fair i Du Quoin, Illinois (USA). Rekordet har senare slagits av Sebastian K. (2014), och Homicide Hunter (2018).

### Slutet på tävlingskarriären
2006 segrade han i Jämtlands Stora Pris, vilket kom att bli hans sista start. Han kördes då av Erik Adielsson. Efter hans avslutade tävlingskarriär är han med sina cirka 37,7 miljoner kronor på kontot Sveriges vinstrikaste travhäst genom tiderna. Tvåa på listan finns Commander Crowe som hann komma upp i 34,3 miljoner på kontot innan han la skorna på hyllan.
Victory Tilly levde 18 år som "pensionär" och stöd för nya hästar i travsporten, innan han vid 29 års ålder avlivades.

### Utmärkelser
Augusti 2011 släpptes en serie av fem frimärken med motiv från hästsport, varav Victory Tilly och Stig H. Johansson avbildades på ett av dessa. 2014 valdes han in till travsportens Hall of fame.